# Окситетрафторид молибдена(VI)
Окситетрафтори́д молибде́на(VI) — неорганическое соединение, оксосоль металла молибдена и плавиковой кислоты с формулой MoOF4, бесцветные гигроскопичные кристаллы, растворимые в воде с разложением.

## Получение
- Действие сухого фтористого водорода на окситетрахлорид молибдена(VI):

{\displaystyle {\mathsf {MoOCl_{4}+4HF\ {\xrightarrow {}}\ MoOF_{4}+4HCl}}}
- Действие на молибден смеси плавиковой и азотной кислот:

{\displaystyle {\mathsf {Mo+4HF+2HNO_{3}\ {\xrightarrow {}}\ MoOF_{4}+2NO+3H_{2}O}}}
- Реакция оксида молибдена(VI) со фтором, пентафторидом иода  или фторидом молибдена(VI):

{\displaystyle {\mathsf {MoO_{3}+2F_{2}\ {\xrightarrow {}}\ MoOF_{4}+O_{2}}}}
{\displaystyle {\mathsf {MoO_{3}+2MoF_{6}\ {\xrightarrow {}}\ 3MoOF_{4}}}}

## Физические свойства
Окситетрафторид молибдена(VI) образует бесцветные гигроскопичные кристаллы, растворимые в воде с разложением.
Растворяется в этаноле, диэтиловом эфире, хлороформе.

## Химические свойства
- При растворении реагирует с водой:

{\displaystyle {\mathsf {MoOF_{4}+4H_{2}O\ {\xrightarrow {}}\ H_{2}MoO_{4}\cdot H_{2}O+4HF}}}
- Кроме того, Окситетрафторид молибдена(VI) взаимодействует с серной кислотой.